# Eugen Coșeriu
Eugen Coșeriu, conosciuto anche con il nome di Eugenio Coseriu (Mihăileni, 27 luglio 1921 – Tubinga, 7 settembre 2002), è stato un linguista rumeno.
Coșeriu fu uno dei massimi linguisti e filosofi del linguaggio del XX secolo. Fu cattedratico all'Università di Tubinga dal 1963, nonché presidente della Société de Linguistique Romane tra il 1980 e il 1983. Fu anche membro onorario della Accademia rumena.

## Biografia
Oltre al rumeno, lingua materna, conosceva perfettamente italiano e spagnolo e diverse altre lingue indoeuropee (francese, russo, tedesco, inglese, ma anche le lingue classiche latino e greco): insieme a Roman Jakobson fu uno dei più grandi poliglotti del Novecento. Concentrò i suoi studi sulla teoria linguistica generale. Trasferitosi in Italia a diciott'anni, vi conseguì due lauree, una a Roma, in lettere, con lo slavista Giovanni Maver, un'altra a Milano, in filosofia, con Antonio Banfi. In quel periodo fu influenzato da Antonino Pagliaro.
Era conosciutissimo in Sudamerica e Spagna, dove ebbe modo di insegnare (in particolare a Montevideo linguistica generale, tra il 1950-1963; successivamente all'Università di Málaga e all'Universidad de Navarra). Dopo alcune esperienze come visiting professor alle università di Coimbra, Bonn e Francoforte, nel 1963 gli fu affidata la cattedra di Linguistica e filologia romanza dell'Università di Tubinga: è in questo periodo che acquisì fama mondiale. Gli vennero offerti più di quaranta titoli di dottore honoris causa; divenne inoltre membro di diverse società scientifiche (tra cui la Linguistic Society of America e l'Accademia delle Scienze di Heidelberg).
Nel 2001 ricevette la Gran Croce di Alfonso X.
Nelle sue Lezioni di linguistica generale del 1973 (pubblicate in Italia da Boringhieri) integrò il concetto saussuriano di diacronia coniando i concetti di diastratia, diafasia e diatopia e predisponendo un sistema delle variabili sociolinguistiche.
A lui si deve il concetto di norma come termine intermedio tra quelli di langue e parole.